# كورولا إي 120
كورولا إي 120 (بالإنجليزية: Toyota Corolla)‏ هي سيارة من صناعة تويوتا أنتجت في 2000.